# Thomas Carlyle
Thomas Carlyle (4. prosince 1795 Ecclefechan – 5. února 1881 Londýn) byl skotský spisovatel a historik, jehož dílo velmi ovlivnilo britskou viktoriánskou literaturu.
Pocházel z přísně kalvinistické rodiny, touto konfesí byl velmi ovlivněn. Jeho rodiče očekávali, že se stane kazatelem, nicméně křesťanskou víru ztratil při studiu na University of Edinburgh. Celý život ale ctil kalvinistické zásady. Po studiu se Carlyle stal učitelem matematiky. V letech 1819–1821 se vrátil na univerzitu, kde začal intenzivněji studovat německou literaturu. Byl velmi ovlivněn německým transcendentalismem, především dílem Fichteho. Díky sérii časopiseckých esejů a překladů z němčiny (především Goetha) začal být považován za odborníka na německou literaturu. Většinu života žil v Craigenputtocku, sídle v Dumfrieshire, kde také napsal většinu svých děl.

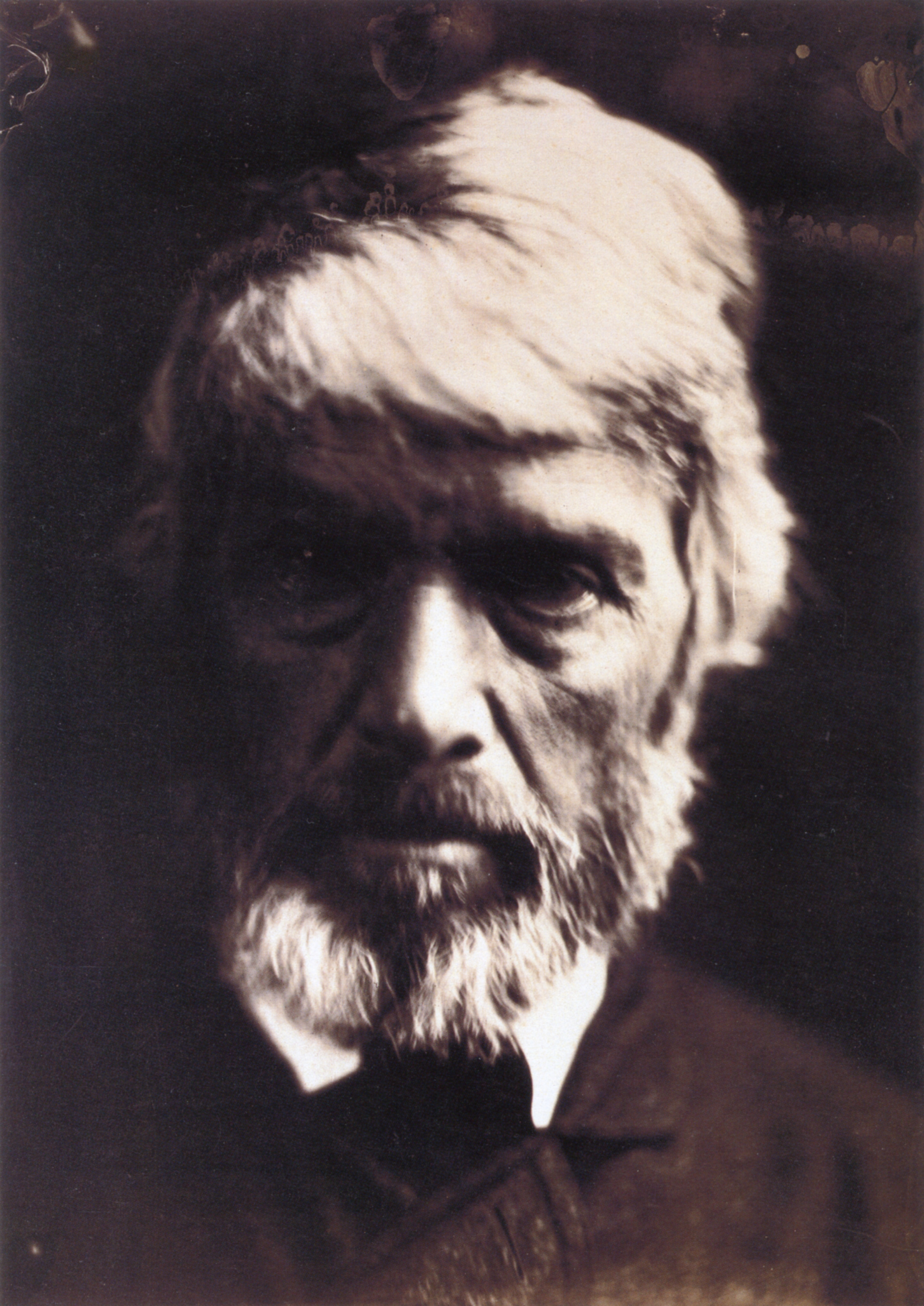
Julia Margaret Cameronová: Thomas Carlyle jako Michelangelova socha, 1867

Před svým sňatkem s Jane Welshovou měl řadu románků, nejznámější z nich je vztah s Margaret Gordonovou. I po seznámení s Welshovou se zamiloval do Kitty Kirkpatrickové. Vztah byl obapolný, nicméně sňatek se neuskutečnil ze společenských důvodů. Jak Kirkpatricková tak Welshová jsou předobrazem jeho Blumine ze Sartora Resartra.
Jane Welshovou si vzal v roce 1826, manželství ale nebylo příliš šťastné. Podle dochovaných dopisů se často hádali. Byla již delší dobu invalidní a v roce 1866 nečekaně zemřela. Po její smrti byl Carlyle zoufalý, odešel ze společenského života, byl jmenován rektorem University of Edinburgh. Později se odstěhoval do Londýna, ale stále si přál vrátit se do Craigenputtocku.
V mládí napsal několik nedokončených románů, přeložil Goethův román Viléma Meistera léta učednická.
Jeho největším dílem je filozofický román Sartor Resartus (doslova Přešitý krejčí, česky ale vyšlo jedinkrát v roce 1920 pod původním názvem), napsaný v roce 1832. Román jakousi útržkovitou biografií německého „filozofa šatů“ Diogena Teufelsdröckha, popisující jeho duchovní cestu od „věčného Ne“ přes „střední lhostejnost“ až k „věčnému Ano“. Velká část knihy je věnována Teufelsdröckhově podivné filozofii. Dílo se pro svou čtenářskou obtížnost zpočátku nesetkalo s valným úspěchem, později se však stalo velmi populární v USA, dnes je chápáno jako klasické dílo anglické literatury, v mnohem předjímající pozdější filozofické a umělecké směry, jako existencialismus a postmodernismus.
V roce 1834 Carlyle publikoval rozsáhlou třísvazkovou studii The French Revolution: A History (Francouzská revoluce: Historická studie). Tato studie je velmi emotivní, což bylo až dosud v historické literatuře neznámé. Carlyle tehdejší události vztahuje k moderní době, většinou užívá přítomný čas.
Svou další knihu, Past and Present (Dříve a dnes, 1843), Carlyle pojal jako srovnání životopisů muže z 19. století a středověkého opata. Společnost 19. století vnímá jako odlidštěnou ekonomickými problémy, naproti tomu vidí ve středověké mnišské komunitě sjednocení člověka s duchovními hodnotami.
V pozdějších letech se věnoval především esejistice, řada jeho esejů je z dnešního hlediska[kým?] kontroverzní (eseje rasistické, eseje, zdůrazňující silného „hrdinného vůdce“, který je ukázán na příkladu pruského krále Friedricha II.), ve své době ale velmi ovlivnil socialismus, avšak jeho dílo přispělo i k utváření fašismu. Jeho význam spočívá především v uvedení německé romantické literatury do angličtiny. Jeho tvrzení často používali američtí zastánci otroctví. Přesto je jeho literární dílo (především Sartor Resartus) chápáno jako klasická součást anglické literatury.